# Awake and Remixed EP
Awake and Remixed EP je třetí EP americké křesťanské rockové skupiny Skillet. Všechny písně jsou remixované verze z předchozího alba Awake. Vydáno bylo 22. března 2011 a debutovalo na 98. místě v žebříčku Billboard 200.

## Seznam skladeb
| Pořadí | Název                             | Délka |
| ------ | --------------------------------- | ----- |
| 1.     | "Awake and Alive (Zrychlení)"     | 4:38  |
| 2.     | "Hero (The Legion of Doom Remix)" | 4:03  |
| 3.     | "Don't Wake Me (Pull Remix)"      | 5:16  |
| 4.     | "Monster (Unleash the Beast)"     | 4:40  |

## Obsazení
- John L. Cooper – zpěv, basová kytara
- Korey Cooper – klávesy, kytara, zpěv
- Jen Ledger – bicí, zpěv
- Ben Kasica – kytara
- Jonathan Chu – housle
- Tate Olsen – violoncello